# Adam Müller-Guttenbrunn

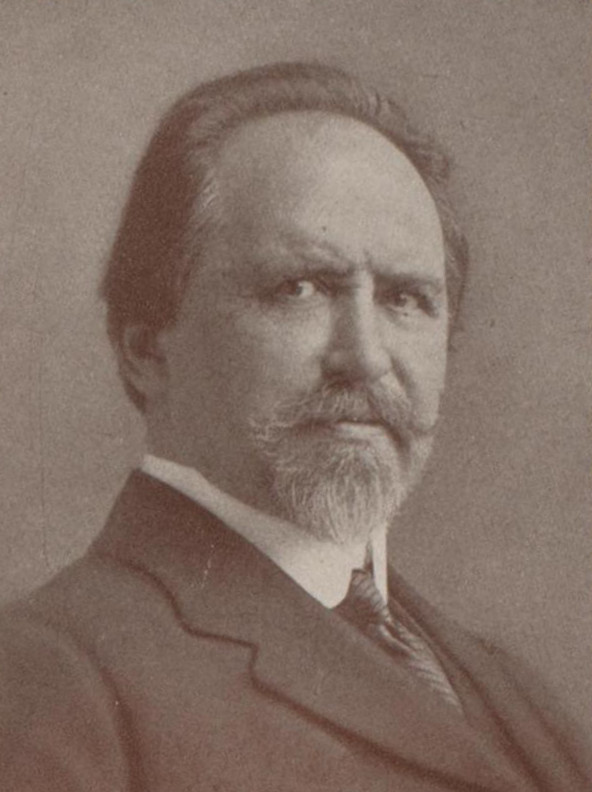
Adam Müller-Guttenbrunn

Adam Müller-Guttenbrunn, eigentlich Adam Müller, Pseudonyme: Franz Josef Gerhold, Ignotus, Michl Vetter, Figaro (* 22. Oktober 1852 in Guttenbrunn, Woiwodschaft Serbien und Temeser Banat, Kaisertum Österreich; † 5. Januar 1923 in Wien), war ein deutsch-österreichischer Schriftsteller, Journalist, Bühnenautor, Theaterdirektor, Kritiker und Nationalrat. Er gilt als Integrationsfigur und Hauptvertreter der Literatur der Donauschwaben, sein Werk ist im antisemitisch-deutschnationalen Umfeld zu sehen.

## Leben

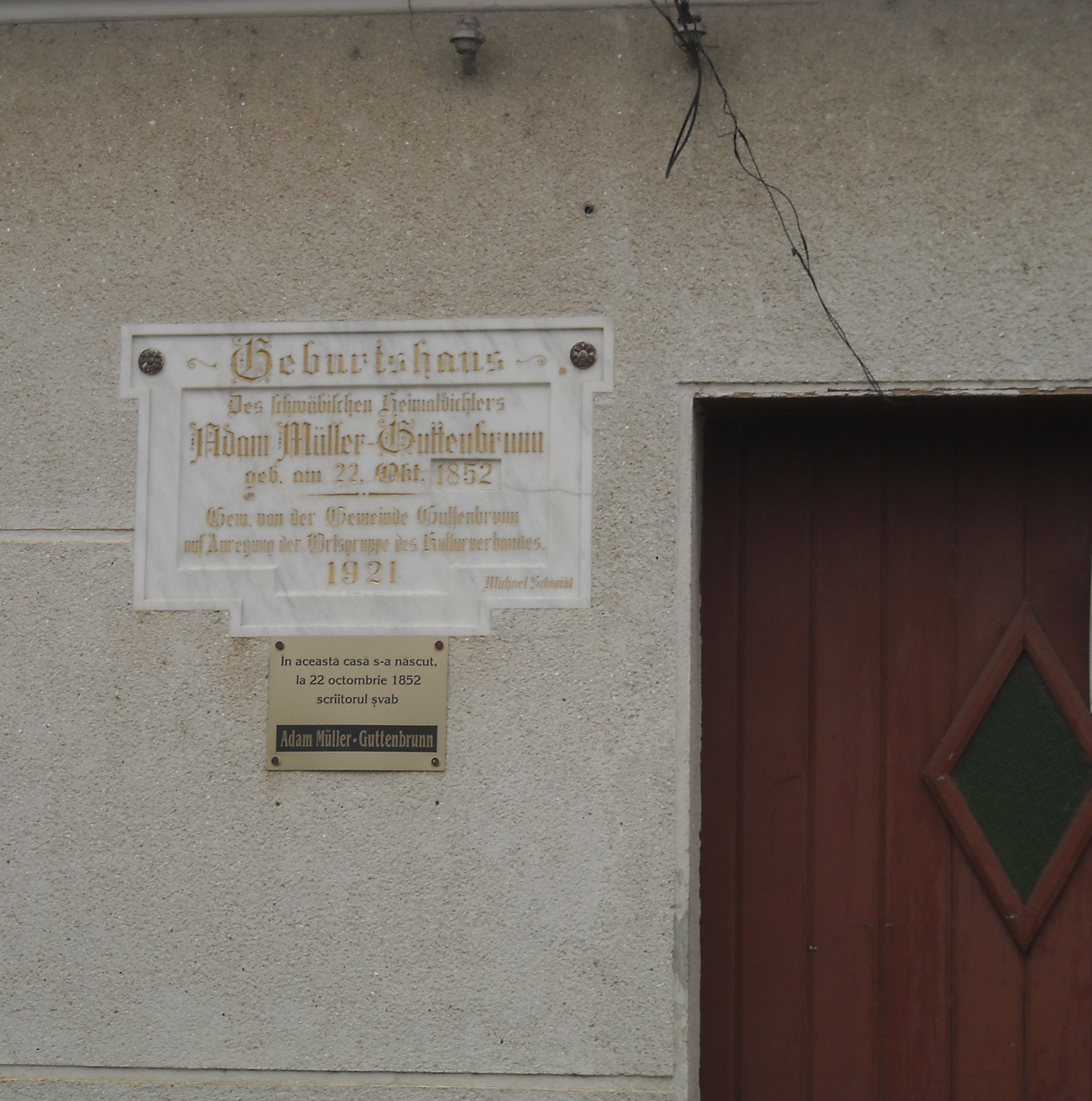
Gedenktafel am Geburtshaus von Adam Müller-Guttenbrunn in Zăbrani

### Weg nach Wien
Müller-Guttenbrunn stammte aus dem Kreis der Banater Schwaben, einer deutschsprachigen Minderheit im Banat. Als uneheliches Kind eines Bauern und einer Wagnerstochter sowie als Angehöriger einer sprachlichen Minderheit war er in vieler Hinsicht sozial benachteiligt. Er besuchte deutschsprachige Schulen in Guttenbrunn und Temeswar und betätigte sich in verschiedenen Berufen.
Sein Scheitern am Piaristengymnasium in Temeswar führte Müller-Guttenbrunn auf die Einführung des Ungarischen als Unterrichtssprache im Zuge der verstärkten Magyarisierung in den Jahren des Österreichisch-Ungarischen Ausgleichs zurück:
Mitte der 60er Jahre bereitete die plötzliche Einführung der magyarischen Vortragssprache am Temeswarer Gymnasium meinem Studienfortgang ungeahnte Schwierigkeiten. Der Unterricht verwandelte sich mit einem Schlage in eine mechanische Abrichtung, wir plapperten unverstandene magyarische Sätze, wir beteten sogar magyarisch und sangen in der Kirche in dieser Sprache. Die Schule verlor infolge dieser Vorgänge jeden Reiz für mich, sie wirkte entsittlichend auf mich. (Der Roman meines Lebens, 1927)
1865–1868 machte Müller-Guttenbrunn eine Lehre bei seinem Onkel Johann Guthier als Feldscher und Barbier. 1870 kam er zum Zweck einer militärärztlichen Weiterbildung im Josephinum nach Wien, besuchte dort aber 1871–1873 eine Handelsschule und machte einen Kurs als Schreibtelegrafist. 1873–1879 betätigte er sich als Telegrafist in Linz und Bad Ischl, bildete sich als Autodidakt an der philosophischen Fakultät und verfasste Theaterstücke, die den Beifall des Burgtheater-Direktors Heinrich Laube fanden, der ihn protegierte. So konnte Müller-Guttenbrunn 1879 endgültig nach Wien übersiedeln.
Die Dezemberverfassung ermöglichte nicht nur eine nationale Selbstständigkeit der Ungarn, sondern machte auch Juden de jure zu gleichberechtigten Bürgern. Angehörige von deutschsprachigen Minderheiten aus der Peripherie der Donaumonarchie und Juden, die über das Jiddische leichter Zugang zum Deutschen als zum Ungarischen oder zu den slawischen Sprachen hatten, fanden sich in großer Zahl in Wien ein. Im Angesicht der rasanten Veränderungen entstand die Wunschvorstellung eines vergangenen, unversehrten Alt-Wien und die Angst mancher Wiener vor Überfremdung, der Müller-Guttenbrunn einen publikumswirksamen Ausdruck gab.
In seiner Schrift Wien war eine Theaterstadt (1884), die gegen die Wiener Operette polemisierte und ihr das Wiener Volksstück von Ferdinand Raimund und Johann Nestroy entgegenhielt, beschwor Müller-Guttenbrunn eine scheinbar verlorene Zeit des Volkstümlichen im Strudel der Urbanisierung: „… der edle Raimund, der Wiener Aristophanes Nestroy und Andere hoben die Volksbühnen Wiens auf eine ungeahnte Höhe. […] Nun aber steht dieses stolze Wien in Gefahr, decapitalisiert zu werden“. Zur Abhilfe forderte er eine Spartentrennung und Spezialisierung der Wiener Theater nach dem Vorbild von Paris und Berlin, die seiner Meinung nach eine zerstörerische Konkurrenz vermeiden und „Stabilität der Verhältnisse“ in der Theaterwelt schaffen würden:
Theilt euch in die Arbeit! Spielt im Carl-Theater Possen, Schwänke und das spießbürgerliche Lustspiel, baut meinethalber ein Theater für französische Sensationsdramen, aber vergesst nicht an ein Volkstheater für das Beste und Edelste, das im Volksstück geschaffen wurde, und dem Theater an der Wien lasst, da sie nun einmal nicht todtzuschlagen ist, die Operette!
1883 begann seine journalistische Tätigkeit in der Deutschen Wochenschrift, ab 1886 leitete er das Feuilleton der Wiener Deutschen Zeitung. 1886 heiratete er seine Frau Adele, mit der er drei Söhne, Herbert, Manfred und Roderich, und eine Tochter, Eva, hatte.
In seiner Wiener Zeit ist er der Freimaurerloge Zukunft im damals ungarischen Pressburg beigetreten.

### Theaterdirektionen

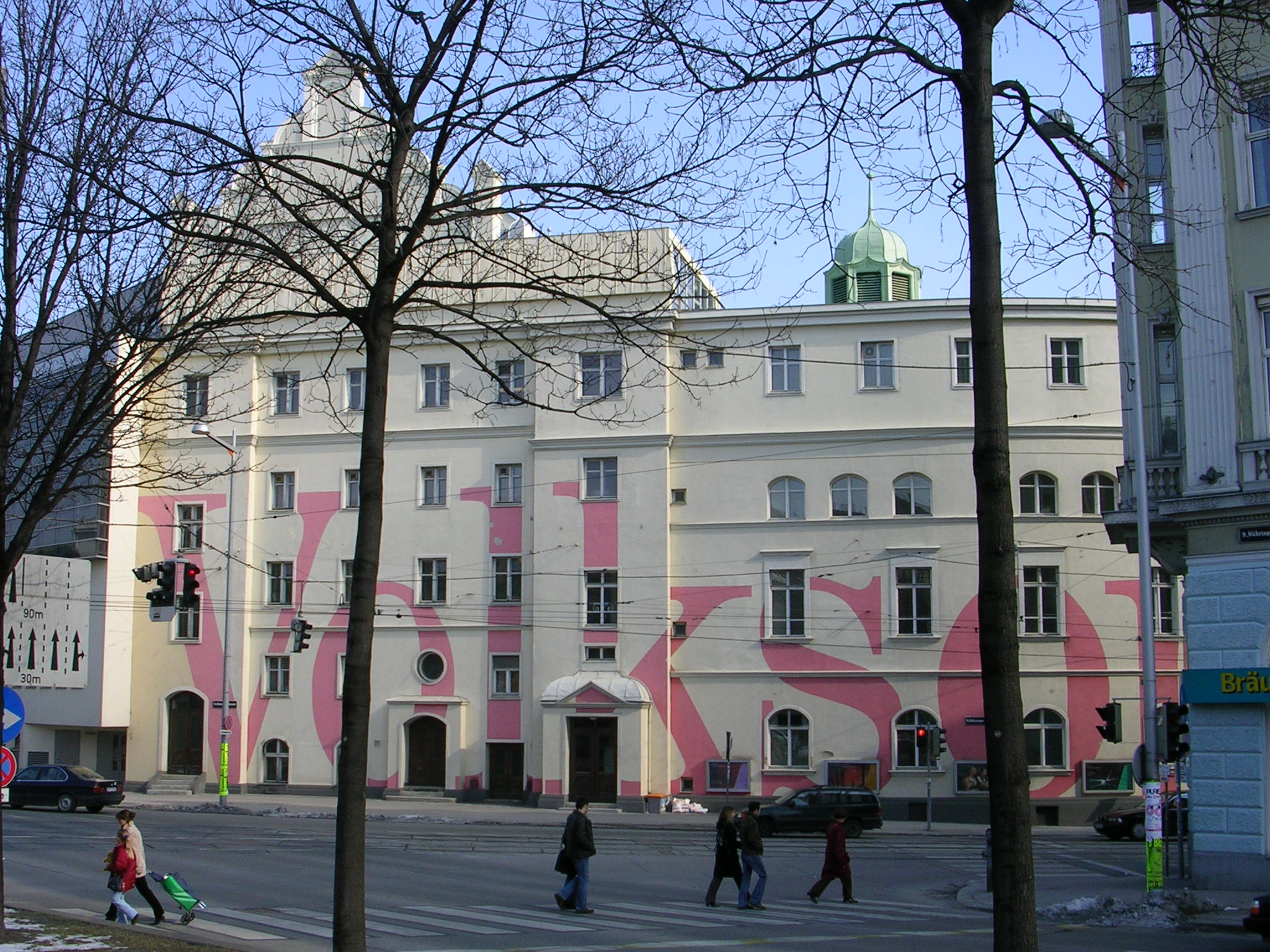
Die Wiener Volksoper, vormals Kaiserjubiläums-Stadttheater

1893–1896 war Müller-Guttenbrunn Direktor des neu gegründeten Raimundtheaters. Er und sein künstlerischer Beirat Hermann Bahr verstanden das Theater als Sprechbühne mit klassischen Volksstücken, die ein Gegengewicht zur großbürgerlichen „Operettendekadenz“ darstellen sollten. Alexander Girardi, Eleonora Duse, Max Reinhardt, Louise Dumont und Adele Sandrock traten hier auf. Müller-Guttenbrunn versuchte, seine konservativen Vorstellungen in die Tat umzusetzen, und bemühte sich um eine „Erneuerung der Wiener Bühne im nationalen Geist“ (Deutsches Theater-Lexikon, 1953). Da aufgrund dieses Programms viele Erfolgsstücke und -autoren nicht gespielt werden konnten, mündete die Direktion in den kommerziellen Misserfolg.
1898–1903 führte Müller-Guttenbrunn das ebenfalls neu gegründete Kaiserjubiläums-Stadttheater. Dieses zweite Direktorat endete wie das erste mit einem wirtschaftlichen Fiasko, das Theater ging 1902 in Konkurs.
In einer „Denkschrift“ an Bürgermeister Karl Lueger rühmte sich Müller-Guttenbrunn 1903 seines antisemitischen Spielplans, versicherte „Wir haben nur christliche Schauspieler, wir führen nur Werke christlicher Schriftsteller auf“, und schrieb:
„Durch die Gründung dieses Schauspielhauses sollte der Beweis erbracht werden, daß die deutsche Literatur reich genug ist, das deutsche Theater zu versorgen und daß wir der internationalen Mode-Literatur und der zumeist durch jüdische Übersetzer eingeschleppten französischen Unsitten-Stücke, die das gesunde Gefühl unseres Volkes verpesten, entraten können; durch dieses Theater sollte die vom jüdischen Journalismus vollständig überwucherte und entmutigte heimische Produktion, die seit drei Jahrzehnten fast versiegt schien, wieder geweckt werden; auf dieser Bühne sollte den arischen Talenten auf dem Gebiete der Literatur und der Schauspielkunst der Weg geebnet, durch den Bestand dieses Theaters sollte Bresche gelegt werden in den Ring, der das gesamte deutsche Künstlerleben unterjocht und dasselbe zu seiner geschäftlichen Domäne gemacht hat.“
Die Aufführung von stark antisemitischen Stücken wie Söhne Israels von Litwin Kriloff aus dem Russischen oder Harte Hände von Roman Bozykowski aus dem Polnischen untersagte die Statthalterei Niederösterreichs, wie Müller-Guttenbrunn im Vorwort seiner Buchreihe Verbotene Bühnenwerke schildert. Felix Salten bezeichnete Müller-Gutenbrunns Theater als „antisemitisches Hetztheater“.
Über Müller-Guttenbrunns Scheitern am Kaiserjubiläums-Stadttheater schrieb Karl Kraus 1903 in der Fackel: „Zu seinen Gunsten spricht, daß er nicht blind ins Unheil getappt ist, sondern die maßgebenden Personen über die wirtschaftliche Lage des antisemitischen Theaters aufgeklärt hat. Zu seinen Ungunsten, daß er, der Literat, — und dies wird seinem frischen Ansehen bei der liberalen Presse gewiß nicht förderlich sein — eine Schaubühne politischer Propaganda dienstbar gemacht, Shakespeare als antisemitischen Hausdichter verwendet und die Parteifessel als Schmuck getragen hat.“

### Politische Tätigkeit
Müller-Guttenbrunn schrieb fortan unter dem Pseudonym „Ignotus“. 1897 wurde er Präsident der als national und antisemitisch eingestuften Deutsch-österreichischen Schriftstellergenossenschaft. Der Germanist Horst Fassel erklärte dazu: „In Wien selbst hatte sein Ansehen gelitten, weil er einem Theaterverein beigetreten war, dessen Satzung antisemitische Zielsetzungen enthielt.“
Unter dem Pseudonym Franz Josef Gerhold veröffentlichte Müller-Guttenbrunn 1903 den Roman Gärungen – Klärungen. „In diesem Werk spricht er von den Juden als Nomaden und spielt dabei auf die christliche Legende von Ahasver an. Der ‚jüdische Geist‘ ist für den Protagonisten des Buches der schlimmste Feind des deutschen Volkes, die Emanzipation betrachtet er als einen ‚weltgeschichtlichen Irrtum‘. Die Aufklärung, die Sozialdemokratie sowie allgemein alle liberalen Anschauungen seien das Werk der Juden, heißt es weiter.“ Der Wiener Schriftsteller und Universitätsbibliothekar Karl Wache lobte es 1930 als „eine der stärksten antisemitischen Streitschriften […], die je geschrieben wurden“.
1919 trat Müller-Guttenbrunn für kurze Zeit als Angehöriger der Großdeutschen Vereinigung als Listenführer für den Wahlkreis I in den Nationalrat der neuen Republik Deutschösterreich ein.
In seiner Zeit beim in Pressburg erscheinenden „Westungarischen Grenzboten“ wurde Müller-Guttenbrunn mit den Problemen der westungarischen Deutschen vertraut. Daher trat er für den Anschluss des Burgenlandes an Österreich mit seiner Schrift „Wohin gehört Westungarn?“ ein. In vielen Versammlungen trat er als Redner auf und er förderte westungarische Dichter wie Josef Reichl und Mathes Nitsch.

## Der Schwabendichter
Nach der Frühpensionierung als Journalist und seinem Rückzug aus dem öffentlichen Leben widmete sich Müller-Guttenbrunn in verstärktem Maß der Schriftstellerei und schrieb in den letzten fünfzehn Jahren seines Lebens vorwiegend Heimatromane. Eine Reise in seine Banater Heimat im Jahre 1907 gab die Anregung für diese Spätwerke, die sich bevorzugt mit der deutschen Minderheit im Königreich Ungarn beschäftigen.
Die Anthologie Schwaben im Osten, die Müller-Guttenbrunn 1911 in Heilbronn herausgab, vereinte zum ersten Mal Werke banatschwäbischer Autoren. Die Glocken der Heimat, ein Siedlerroman, der das Schicksal der deutschen Gemeinde Rudolfsgnad gestaltete, wurde mit dem Bauernfeld-Preis ausgezeichnet. Die Novelle Der kleine Schwab wurde in der Zwischenkriegszeit zur Schulbuchlektüre.
Hauptwerk ist der Roman Der große Schwabenzug (1913), der die im 18. Jahrhundert aus Südwestdeutschland eingewanderten Donauländer zum Thema hat, für die sich der Name Donauschwaben eingebürgert hat. Adam Müller-Guttenbrunn wurde in der Folge als der „Schwabendichter schlechthin“ bezeichnet. Schwäbischer Dialekt ist darin jedoch nicht zu finden: Die Donauschwaben waren keine Schwaben im eigentlichen Sinn, obwohl sie so genannt wurden. Der Dialekt der Banater Schwaben gehört zu den rheinfränkischen Dialekten oder ist durch sie beeinflusst, was sich an Müller-Guttenbrunns Dichtungen leicht erkennen lässt.
Der (staatlich geduldete) Temeswarer deutsche Literaturkreis der lokalen Schriftstellervereinigung trug ab 1968 den Namen Adam Müller-Guttenbrunn. Zu den Mitgliedern des Literaturkreises gehörten u. a. die spätere Literaturnobelpreisträgerin Herta Müller sowohl die früheren Mitglieder der Aktionsgruppe Banat Rolf Bossert, Richard Wagner, Johann Lippet und William Totok als auch die Schriftsteller Joachim Wittstock, Horst Samson (Sekretär des AMG-Kreises von 1981 bis zur Zwangsauflösung der Kreises im Oktober 1984), Balthasar Waitz, Hellmut Seiler, Eduard Schneider (Sekretär des AMG-Kreises bis 1981), Ehrenvorsitzender Franz Liebhard (alias Róbert Reiter, Mitglied des Expressionistenkreises um Lajos Kassák und die in Budapest erscheinende ungarische Zeitschrift Ma), Stefan Heinz (alias Hans Kehrer), Ludwig Schwarz und Nikolaus Berwanger, der Leiter des Literaturkreises von 1968 bis 1984.

## Nachwirkung

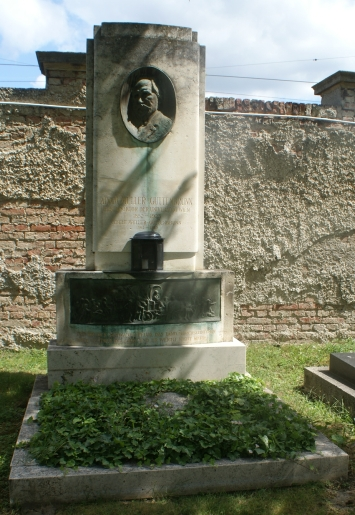
Grabstätte von Adam Müller-Guttenbrunn

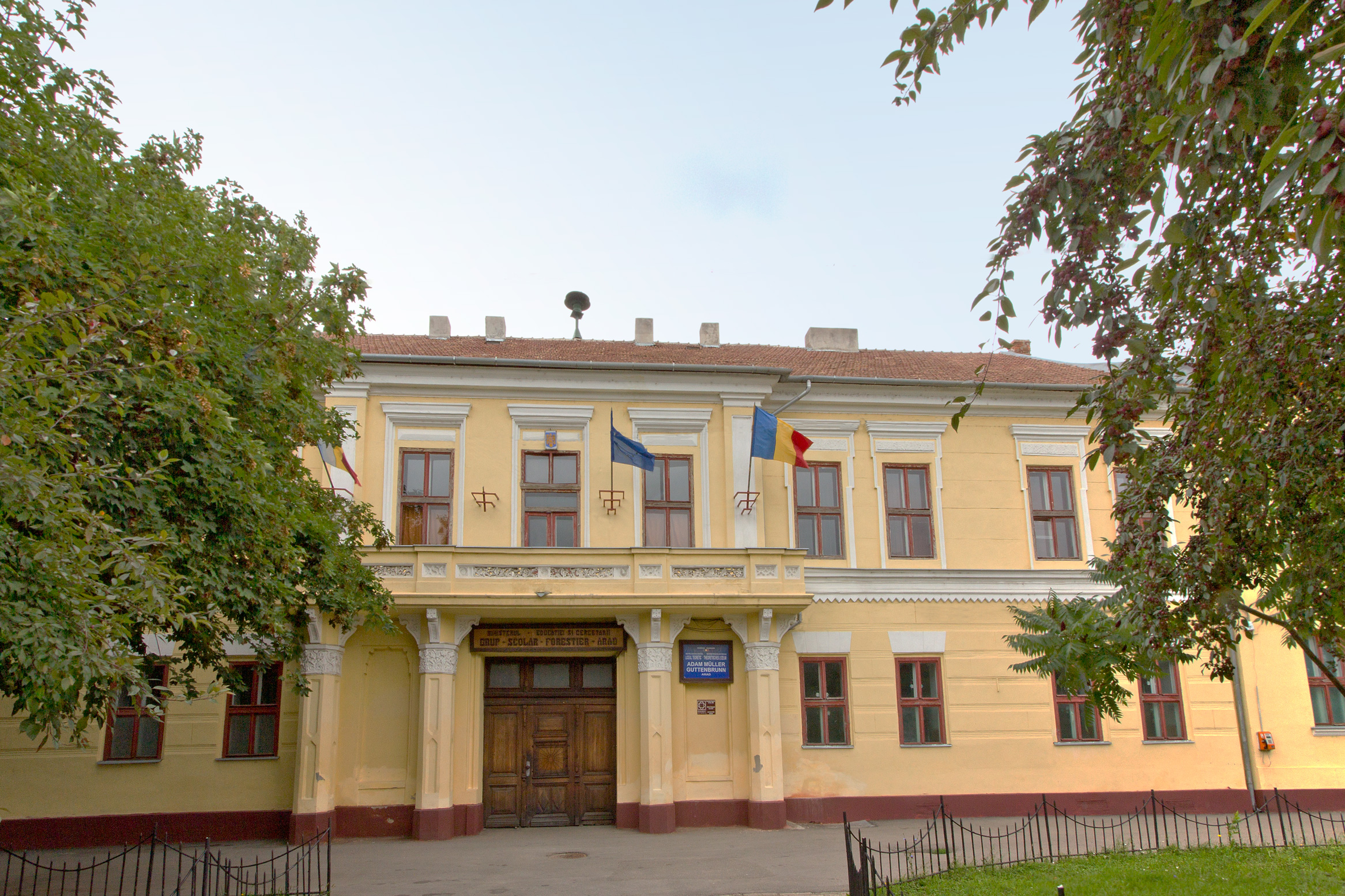
Theoretisches Lyzeum Adam-Müller-Guttenbrunn in Arad, 2011

Müller-Guttenbrunn erhielt ein Ehrengrab auf dem Wiener Zentralfriedhof (Gruppe 0, Reihe 1, Nummer 38).
1935 wurde die im 14. Wiener Gemeindebezirk (Penzing) verlaufende Müller-Guttenbrunn-Straße nach ihm benannt. Seit 1953 gibt es auch eine Müller-Guttenbrunn-Straße in Linz, desgleichen auch in Salzburg. Im rheinland-pfälzischen Frankenthal-Eppstein befindet sich die Adam-Müller-Guttenbrunn-Straße, ebenso befindet sich eine Straße dieses Namens in Arad (Rumänien).
Das Adam-Müller-Guttenbrunn-Haus in Temeswar ist Sitz des Demokratischen Forums der Deutschen im Banat, des Deutschen Kulturzentrums und beherbergt ein Altenheim.
Der Temeswarer Literaturkreis vergibt einen Adam-Müller-Guttenbrunn-Literaturpreis.
In Arad wird im Theoretischen Lyzeum Adam Müller-Guttenbrunn in deutscher Sprache unterrichtet, und in Zăbrani wurde in seinem Geburtshaus das Adam Müller-Guttenbrunn Gedenkmuseum eingerichtet.
In Baden-Württemberg, in Mosbach-Masseldorn, stehen zwei Gedenkstätten und eine Müller-Guttenbrunn-Schule. Eine weitere Müller-Guttenbrunn-Schule befindet sich in Fürth (Odenwald).
Ein Pflegeheim der Caritas Stuttgart nennt sich Haus Adam Müller-Guttenbrunn.

## Auszeichnungen
- Ehrendoktor der Universität Wien am 6. November 1922[11]
- Ehrenbürger der Stadt Wien am 17. November 1922[11]
- Ehrenbürger seiner Heimatgemeinde Guttenbrunn[11]
- Ehrenbürger von Weidling[11]
- Orden Bene Merenti I. Klasse des Bukarester Kultusministeriums[12]

## Werke

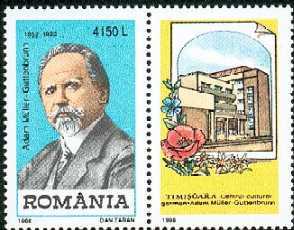
Adam Müller-Guttenbrunn auf einer rumänischen Briefmarke von 1998

- Im Banne der Pflicht (Drama), 1876
- Des Hauses Fourchambault Ende. Schauspiel in 5 Aufzügen. Breslau: Schottlaender, 1881
- Wien war eine Theaterstadt. Wien: Graeser, 1885
- Das Wiener Theaterleben. Leipzig/Wien: Spamer, 1890 (Volltext in der Google-Buchsuche-USA)
- Irma. Schauspiel in 4 Akten. Dresden: Pierson, 1891
- Dramaturgische Gänge. Dresden: Pierson, 1892 (Digitalisat)
- Die gefesselte Phantasie. Gelegenheitsschrift zur Eröffnung des Raimund-Theaters. Wien: Konegen, 1893 (Digitalisat)
- Im Jahrhundert Grillparzers. Literatur- und Lebensbilder aus Österreich. Wien: Kirchner & Schmidt, 1893 (Digitalisat)
- Deutsche Culturbilder aus Ungarn. Leipzig: Meyer, 1896 (Digitalisat)
- Die Magyarin. Erzählung aus dem ungarischen Räuber-Leben. Leipzig, 1896
- Das Raimund-Theater. Passionsgeschichte einer deutschen Volksbühne. Wien: Neue Revue, 1897 (Digitalisat)
- Gärungen-Klärungen. Wiener Roman. Wien: Österreichische Verlagsanstalt, 1903
- Streber & Comp. Schauspiel in 4 Akten. Dresden: Pierson, 1906
- Die Dame in Weiß. Ein Wiener Roman. Wien: Konegen, 1907
- Götzendämmerung. Ein Kulturbild aus Ungarn. Mit Buchschmuck von Alfred Keller. Wien: Akademie Verlag, 1908
- Curort Baden bei Wien. Wien: Reisser, 1909
- Der kleine Schwab’. Abenteuer eines Knaben. Leipzig: Staackmann, 1910. Neuausgabe Hofenberg, Berlin 2022, ISBN 978-3-7437-4554-4.
- Die Glocken der Heimat. Roman. Leipzig: Staackmann, 1911. Neuausgabe Hofenberg, Berlin 2022, ISBN 978-3-7437-4569-8.
- Es war einmal ein Bischof. Roman. Leipzig: Staackmann, 1912
- Arme Komödianten. Ein Geschichtenbuch. Leipzig: Staackmann, 1912, online
- Der große Schwabenzug. Roman. Leipzig: Staackmann, 1913, online. Neuausgabe Hofenberg, Berlin 2015, ISBN 978-3-8430-9398-9.
- Die Ährenleserin. Erzählung. Temesvar, 1913
- Das idyllische Jahr. Ein Sommerbuch. Leipzig: Staackmann, 1914
- Altwiener Wanderungen und Schilderungen. Wien: Schulbücherverlag, 1915
- Völkerkrieg! Österreichische Eindrücke und Stimmungen. Graz: Moser, 1915
- Österreichs Beschwerdebuch. Einige Eintragungen. Konstanz, 1915
- Barmherziger Kaiser! Roman. Leipzig: Staackmann, 1916
- Deutsches Leben in Ungarn. Insel Verlag, Leipzig 1916 (Österreichische Bibliothek 18)
- Kriegstagebuch eines Daheimgebliebenen. Eindrücke und Stimmungen aus Österreich-Ungarn. Graz: Moser, 1916
- Wiener Historien. Konstanz, 1916
- Joseph der Deutsche. Ein Staatsroman. Leipzig: Staackmann, 1917
- Meister Jakob und seine Kinder. Roman. Leipzig: Staackmann, 1918. Neuausgabe Hofenberg, Berlin 2015, ISBN 978-3-8430-9519-8.
- Das häusliche Glück. Ein Familienbild in 3 Akten. Leipzig: Staackmann, 1918
- Deutsche Sorgen in Ungarn. Studien und Bekenntnisse. Wien: Strache, 1918 (Digitalisat)
- Österreichs Literatur und Theaterleben. Verlag Carl Fromme, Wien und Leipzig, o. J. [1918] (Österreichische Bücherei 5/1A)
- Sein Vaterhaus. Roman. Leipzig: Staackmann, 1919. Enthalten in der Neuausgabe Sein Vaterhaus. Dämonische Jahre. Auf der Höhe - Die Lenau-Trilogie in einem Buch Hofenberg, Berlin 2025, ISBN 978-3-7437-4896-5.
- Dämonische Jahre. Ein Lenau-Roman. Leipzig: Staackmann, 1920. Enthalten in der Neuausgabe Sein Vaterhaus. Dämonische Jahre. Auf der Höhe - Die Lenau-Trilogie in einem Buch Hofenberg, Berlin 2025, ISBN 978-3-7437-4896-5.
- Die schöne Lotti und andere Damen. Ein Geschichtenbuch. Wien: Wiener literarische Anstalt, 1920. Neuausgabe Hofenberg, Berlin 2018, ISBN 978-3-7437-2831-8.
- Auf der Höhe. Ein Lenau-Roman. Leipzig: Staackmann, 1921. Enthalten in der Neuausgabe Sein Vaterhaus. Dämonische Jahre. Auf der Höhe - Die Lenau-Trilogie in einem Buch Hofenberg, Berlin 2025, ISBN 978-3-7437-4896-5.
- Aus herbstlichem Garten. 5 Novellen. Leipzig: Staackmann, 1922
- Altösterreich (Roman), 1922
- Erinnerungen eines Theaterdirektors, Hg. Roderich Müller-Guttenbrunn. Leipzig: Staackmann, 1924
- Der Roman meines Lebens. Aus dem Nachlass zusammengestellt von Roderich Müller-Guttenbrunn. Leipzig: Staackmann, 1927
- Wanderungen durch Altösterreich. Hg. Roderich Müller-Guttenbrunn. ÖBV, Wien/Leipzig, 1928